# Pierre Gouthière
Pierre Gouthière (Bar-sur-Aube, 1732 – Parigi, 1813) è stato un disegnatore e orafo francese.

## Biografia

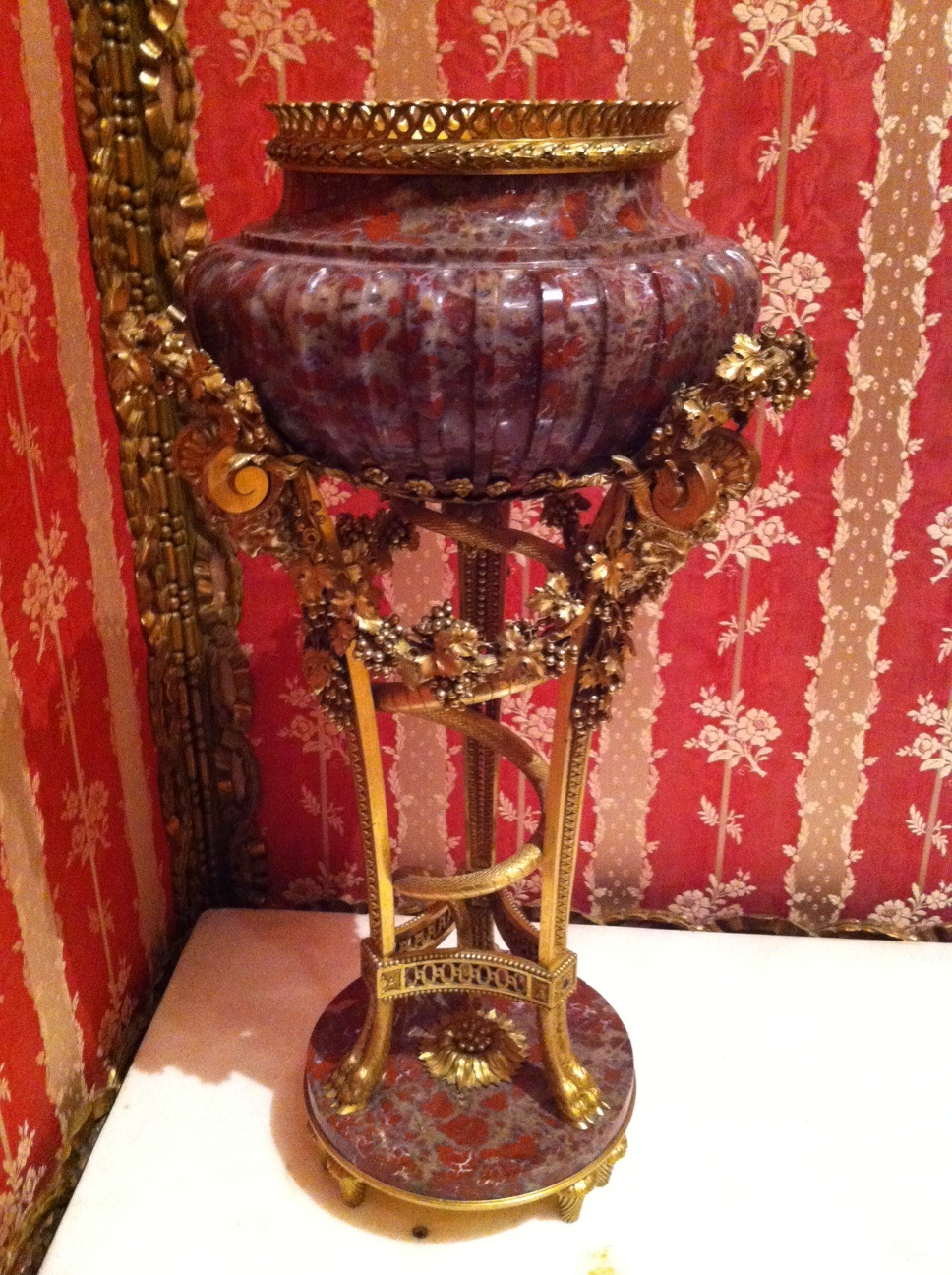
Bruciatore di profumo a forma di cassolette di diaspro rosso e bronzo dorato, c. 1774-1775, Wallace Collection

Nel 1758 ottenne il diploma come maestro cesellatore e indoratore e sposò la vedova di François Ceriset, il suo maestro.
Lavorò sui mobili della Casa reale ai tempi di Luigi XVI di Francia e di Maria Antonietta, cesellando guarnizioni in bronzo, vasi in porpora, candelabri, tavoli, scrivanie, porcellane cinesi e giapponesi, camini di marmo con putti, cassettoni e collaborando con artisti quali Clodion, Jacob, Riesener.
Ricevette commissioni dalla Dubarry, dalla duchessa di Mazarino, dal duca d'Aumont e da altre personalità di corte.
Tra il 1772 e il 1777, realizzò e dorò i bronzi di Fontainebleau, collaborando con l'architetto Ange-Jacques Gabriel.
Si attivò per la contessa Dubarry fino ai giorni della Rivoluzione francese, dopo di che ebbe sia problemi per proseguire il suo lavoro sia difficoltà economiche.
Ai giorni d'oggi, la Wallace Collection ed il Museo del Louvre accolgono le opere più significative di Gouthière.
Il suo stile si caratterizzò per la raffinatezza e la rotondità delle forme, seppur mai leziose, da un virtuosismo brillante e profondo e da una cura acuta dei particolari.
Il suo lavoro più significativo fu la lanterna del Trianon (1776).
Tra le altre sue opere si ricordano: la scrivania di Maria Antonietta al Museo del Louvre; un camino in marmo con putti in bronzo a Versailles; un camino in marmo con fregi in bronzo a Fontainebleau; un cassettone con piano in porcellana realizzata dalla Manufacture nationale de Sèvres e fregi in bronzo nel castello di Windsor; un cassettone del Riesener col monogramma di Maria Antonietta e vari ornamenti in bronzo nella collezione Wallace di Londra.
Gli storici dell'arte gli attribuirono, in un primo tempo, alcuni lavori che invece sono stati realizzati dal suo allievo Thomire.